# Lactarius vellereus
Lactarius vellereus, también conocido como lactario aterciopelado, es un hongo basidiomiceto de la familia Russulaceae. Es una especie bastante frecuente, que crece preferentemente en bosques de planifolios y, menos frecuentemente, de coníferas. Su seta, o cuerpo fructífero, aflora desde principios de verano a mediados de otoño. Su basónimo es Agaricus vellereus Fr. 1821. El epíteto específico, vellereus, significa "aterciopelado". La carne de la seta de L. vellereus es de sabor picante, por lo que no se le considera un buen comestible.

## Descripción
El cuerpo fructífero de este hongo posee un sombrero de entre 9 y 20 centímetros de diámetro, de forma convexa al principio, embudada al final de su desarrollo. Es carnoso y de color blanco, de superficie aterciopelada, con el borde enrollado y manchas ocráceas. Las láminas son decurrentes y ahorquilladas, y se aprecian estrías transversales. Se disponen separadas, y son de color blanco al principio, y se oscurecen hasta tomar un color ocre en la madurez. El pie es corto, mide entre 4 y 7 centímetros de longitud y entre 2 y 4 de diámetro, y presenta el mismo color y textura que el sombrerillo. Suele ser ligeramente más estrecho en la base. Su carne, de sabor picante, es compacta y blanca, y toma color amarillento al entrar en contacto con el aire. Como el resto de las especies del género, la seta exuda algunas gotas de látex, que en el caso de L. vellereus es blanco y también de sabor picante. La esporada es blanca.

## Posibilidades de confusión
La seta de L. vellereus presenta similitudes con la de L. piperatus, diferenciándose en que sus láminas son muy estrechas y se disponen muy apretadas, y su sombrerillo no presenta textura aterciopaleda. También cabe la posibilidad de confundirla con L. pergamenus, de menor tamaño y que se mancha de color pardoamarillento.